# Romanów (gmina w województwie lubelskim)
Romanów (od 1973 Sosnówka) – dawna gmina wiejska istniejąca w latach 1867–40 i 1944–54 na Lubelszczyźnie. Siedzibą gminy do 1933 roku był Romanów a w latach 1933–54 Sosnówka.
Gmina Romanów powstała w 1867 roku w Królestwie Kongresowym a po jego podziale na powiaty i gminy z początkiem 1867 roku weszła w skład w powiatu włodawskiego w guberni lubelskiej (w latach 1912–1915 jako część guberni chełmskiej). W 1919 roku gmina weszła w skład woj. lubelskiego. W 1933 roku siedzibę gminy przeniesiono z Romanowa do Sosnówki.
Podczas okupacji hitlerowskiej włączona do Generalnego Gubernatorstwa (dystrykt lubelski), gdzie została zniesiona i włączona do gminy Wisznice, którą przeniesiono ze zniesionego powiatu włodawskiego do Landkreis Biala-Podlaska.
Po wojnie odtworzona i ponownie włączona do powiatu włodawskiego. W 1946 roku w skład gminy Romanów wchodziły wsie: Dębów, Lipinki, Motwica, Romanów, Rozwadówka, Sapiehów, Sosnówka, Wygnanka, Żeszczynka oraz kolonie: Aleksandrów, Chmielita, Lisiec i Rozwadówka. Według stanu z dnia 1 lipca 1952 roku gmina Romanów składała się z 13 gromad. Jednostka została zniesiona 29 września 1954 roku wraz z reformą wprowadzającą gromady w miejsce gmin.
Po reaktywowaniu gmin z dniem 1 stycznia 1973 roku gminy Romanów nie przywrócono, utworzono natomiast jej odpowiednik, gminę Sosnówka.